# Gasparo da Salò

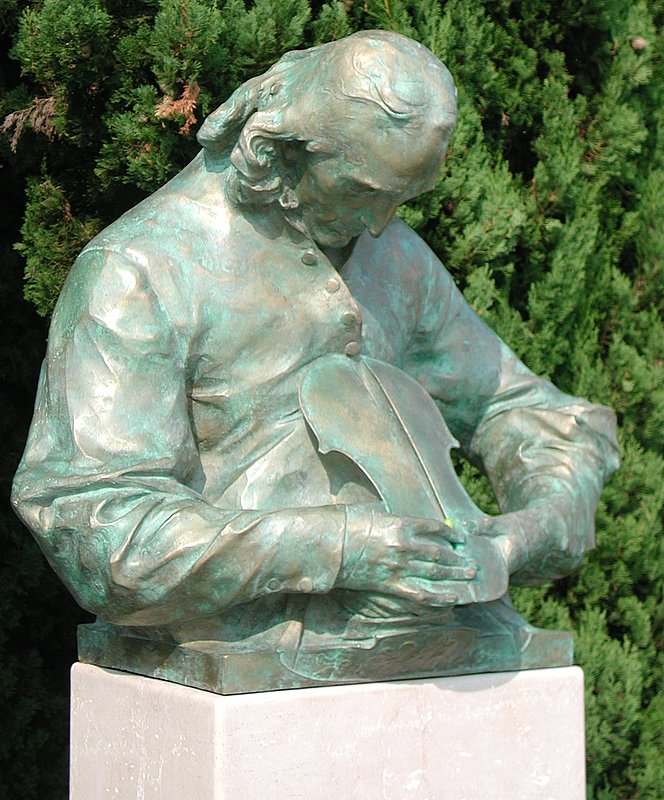
Gaspari de Salò (Salò, Itália, 20 de Maio de 1540 - 14 de Abril de 1609)

Gasparo da Salò (Salò, Itália, 20 de maio de 1540 — 14 de abril de 1609), também conhecido como de Gasparo di Bertolotti, foi um dos primeiros luthiers que se tem menções. Cerca de 90 documentos e 60 instrumentos ainda existem. Ele nasceu na vila de Salò, Lago de Garda, Itália. Seu pai e seu tio eram ótimos violinistas e envolvidos em trabalhos como restauração, avaliação e construção de instrumentos musicais. Sua prima foi uma musicista muito famosa, violinista, trombonista e compositora. Ao contrário do que muitos pensam, Gasparo não fundou a escola de Bréscia, que na verdade foi fundada por um mestre anónimo. É incerto, mas possível que houvesse uma pequena escola de lutheria em Salò, que seria onde ele teria aprendido. Da Salò mudou-se para a Bréscia em 1562, logo comprou uma casa e um atelier.